# 格林伍德鎮區 (堪薩斯州富蘭克林縣)
格林伍德鎮區（英語：Greenwood Township）為位在美國堪薩斯州富蘭克林縣的鎮區。2010年美国人口普查中該鎮區人口有459人。

## 地理
格林伍德鎮區涵蓋面積78.92平方（30.47平方英里），境內無城鎮及非建制地區。
此鎮區擁有5座墓園：中央墓園（Central Cemetery）、戴維森墓園（Davidson Cemetery）、格林伍德墓園（Greenwood Cemetery）、哈德菲什墓園（Hard Fish Cemetery）以及基奧卡克墓園（Keokuk Cemetery）。
該鎮區有科爾溪（Coal Creek）、凱爾西溪（Kelsey Creek）、小薩克支流（Little Sac Branch）以及威士忌溪（Whisky Creek）等溪流通過。

## 交通
格林伍德鎮區擁有1座機場及降落跑道：奇珀瓦蘭奇機場（Chippewa Ranch Airport）。

## 人口統計
根據2010年美國人口普查，格林伍德鎮區人口有459人，人口密度為5.78人/平方公里。種族組成方面，97.82%為白人；0.65%為非裔美洲人；0.44%為美洲原住民；0%為亞洲人；0%為太平洋島民；0%為來自其他種族；另外有1.09%來自兩個或以上的種族。而其他族裔如西班牙裔美國人或拉丁美洲人等佔該鎮區人口的1.31%。

## 外部連結
- USGS Geographic Names Information System (GNIS) （页面存档备份，存于）
- Cutler's History of Kansas （页面存档备份，存于）
- US-Counties.com
- City-Data.com （页面存档备份，存于）